# Mediterranea ionica
Mediterranea ionica is een slakkensoort uit de familie van de Oxychilidae. De wetenschappelijke naam van de soort is voor het eerst geldig gepubliceerd in 1978 door Riedel & Subai.